# Hank Corwin
Hank Corwin est un monteur américain. Il a collaboré plusieurs fois avec les réalisateurs Oliver Stone, Robert Redford, Terrence Malick et Adam McKay.

## Filmographie
- 1994 : Tueurs Nés (Natural Born Killers) d'Oliver Stone
- 1995 : Nixon d'Oliver Stone
- 1996 : Beck: Devils Haircut de Mark Romanek (vidéo-clip)
- 1997 : U-Turn, ici commence l'enfer (U-Turn) d'Oliver Stone
- 1998 : L'Homme qui murmurait à l'oreille des chevaux (The Horse Whisperer) de Robert Redford
- 1999 : La neige tombait sur les cèdres (Snow Falling on Cedars) de Scott Hicks
- 2000 : La légende de Bagger Vance (The Legend of Bagger Vance) de Robert Redford
- 2005 : Le Nouveau Monde (The New World) de Terrence Malick
- 2008 : Panique à Hollywood (What Just Happened) de Barry Levinson
- 2009 : Undone de Brian Lee Hugues (court-métrage)
- 2011 : The Tree of Life de Terrence Malick
- 2011 : Luck  (série TV,  épisode pilote réalisé par Michael Mann)
- 2011 : Jimi: All Is by My Side de John Ridley
- 2013 : Making a Scene de Janusz Kaminski (court-métrage)
- 2014 : Things People do (After the Fall) de Saar Klein
- 2015 : The Big Short: Le casse du siècle (The Big Short) d'Adam McKay
- 2017 : Song to Song de Terrence Malick
- 2018 : Vice d'Adam McKay
- 2021 : Don't Look Up : Déni cosmique (Don't Look Up) d'Adam McKay

## Distinctions principales

### Récompense
- British Academy Film Awards 2019 : meilleur montage pour Vice d'Adam McKay

### Nominations
- British Academy Film Awards 2016 : meilleur montage pour The Big Short : Le Casse du siècle (The Big Short) d'Adam McKay
- Oscars 2016 : meilleur montage pour The Big Short : Le Casse du siècle (The Big Short) d'Adam McKay
- Oscars 2019 : meilleur montage pour Vice d'Adam McKay
- Oscars 2022 : meilleur montage pour Don't Look Up : Déni cosmique